# Isabelle de Ludres
Marie Elisabeth de Ludres, känd som Isabelle de Ludres eller Madame de Ludres, född 1647 i Ludres, död den 28 januari 1726 i Nancy, var en fransk hovdam, älskarinna 1675–1676 till kung Ludvig XIV av Frankrike.

## Biografi
Hon var dotter till Jean de Ludres och Claude de Salles. 
Isabelle de Ludres presenterades vid hovet hos hertig Karl IV av Lothringen i Poussay. Karl IV, som blivit bannlyst av påven för att ha övergett sin fru Nicole av Lothringen för sin mätress Beatrice de Cousance, förlovade sig 1662 med Ludres. Strax därefter gifte han sig dock med Cousance, som dog 1663. Karl IV gifte sig 1664 med Marie-Louise Aspremont (1651–1693), men Ludres protesterade med hänvisning till deras förlovning och fick kyrkans stöd. Karl IV hotade att åtala henne för majestätsbrott, och 1666 lämnade hon Lothringens hov i Poussay och blev stiftsfröken. I egenskap av stifsfröken hade hon rätt att tituleras "Madame" och blev känd som Madame de Ludres. 

### Ludvig XIV:s hov
Hon anställdes 1670 som hovdam vid det franska hovet hos drottningen, Maria Teresia av Spanien, och 1673 hos Elisabeth Charlotte av Pfalz. År 1675 inledde hon ett förhållande med Ludvig XIV. Madame de Montespan inledde då en förtalskampanj mot henne vid hovet. Hon kallades en trasa och påstods ha olika sjukdomar. Ludres talade öppet om förhållandet under kungens krigståg 1676, skrev till kungen och förklarade för hovet att hon skulle ersätta Montespan som favorit och mätress. Ludvig, som ville att förhållandet skulle hållas hemligt, avslutade då relationen. Han tog dock emot henne i Nancy, och blev därför utskälld offentligt av Montespan. 

### Senare liv
Ludres lämnade hovet 1678 och bosatte sig i ett kloster i Paris. Hon vägrade ta emot en kunglig pension, men bad flera år senare om den på grund av skulder, vilket beviljades. Hon återvände så småningom till sitt hemland Lothringen. 1720 fick hon titeln markisinna.